# Deutsches Institut für Normung

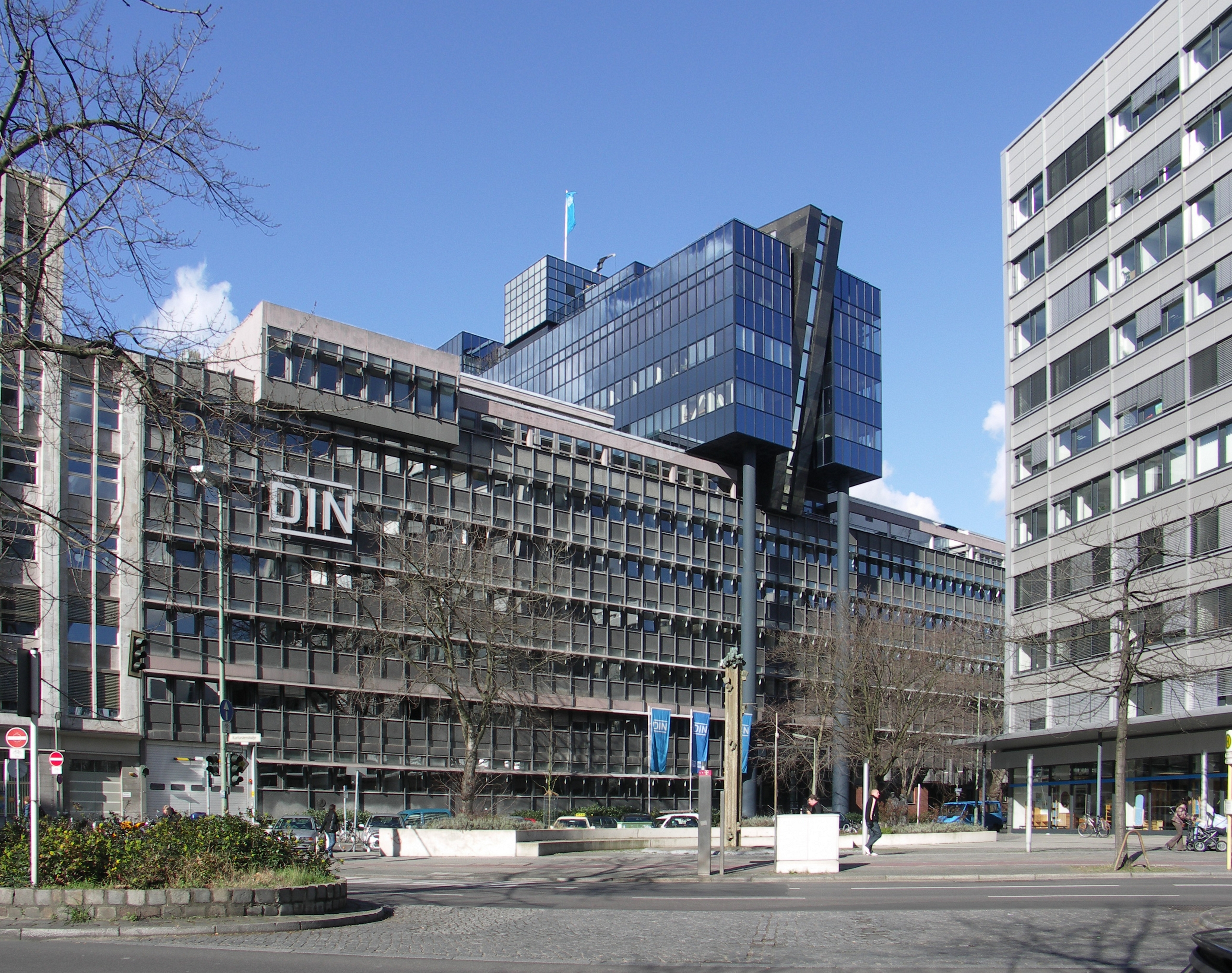
Siedziba DIN w Berlinie

Deutsches Institut für Normung e. V. (w skrócie DIN) (Niemiecki Instytut Normalizacyjny) – stowarzyszenie z siedzibą w Berlinie, założone w 1917 roku. 
DIN jest organizacją odpowiedzialną za prace instytucji normalizujących w Niemczech i jest ich przedstawicielem w ogólnoświatowych i europejskich organizacjach normalizujących. Status ten zatwierdzony został w umowie z Republiką Federalną Niemiec 5 czerwca 1975 roku.